# Дешам, Виктор-Огюст-Изидор
Виктор-Огюст-Изидор Дешан (фр. Victor-Auguste-Isidor Dechamps, нидерл. Victor Augustus Isidore Dechamps; 6 декабря 1810, Мелле, Первая французская империя — 29 сентября 1883, Мехелен, Бельгия) — бельгийский кардинал, редемпторист. Епископ Намюра с 25 сентября 1865 по 20 декабря 1867. Архиепископ Мехелена и примас Бельгии с 20 декабря 1867 по 29 сентября 1883. Кардинал-священник с 15 марта 1875, с титулом церкви Сан-Бернардо-алле-Терме с 31 марта 1875. 
Брат Адольфа Дешана (1807—1875), политика, католического государственного деятеля, издателя, писателя.